# Atripalda
Atripalda est une commune de la province d'Avellino dans la région Campanie en Italie.

## Histoire
Sur son territoire s'élevait Abellinum, ville fondée vers l'an 1000 av. J.-C., et où naquit Caius Pontius, commandant en chef des armées samnites lors de la Deuxième guerre samnite, qui remporta la Bataille des Fourches Caudines en 321 av. J.-C..
Une colonie romaine y est installée en 82 av. J.-C. par Sylla, augmentée par l'arrivée d'anciens légionnaires des armées d'Auguste. Elle recevra entre 220 et 230 les vétérans d'Asie Mineure de l'empereur Sévère Alexandre. 
La ville semble avoir connu des épisodes de  prospérité, comme l'indiquent les trouvailles archéologiques, cependant elle subit les crises économiques des IIIe et IVe siècles ; un violent tremblement de terre en 346 ; des éruptions volcaniques désastreuses en 476 ; subit la Guerre des Goths (535-553) ; l'invasion lombarde en 568. Ces derniers expulsent les habitants d'Abellinum, qui s'installent dispersés dans la région. Au XIe siècle, un noble descendant des seigneurs lombards, Troppualdo, fait construire un château-fort au sommet d'une colline, autour duquel se créera Atripalda.
Une nuit d'hiver 1254 se présente au château Manfred, roi de Sicile, excommunié et fuyant Naples pour se rendre à Tarente.
En 1502, le fief d'Atripalda est vendu à la reine de Naples Jeanne d'Aragon ; en 1512 au marquis Alfonso Branai Castriota, de la famille du comte Vrana ; en 1559 au financier gênois Basadonna ; en 1564 à la Famille Caracciolo, qui le garde jusqu'à 1806 où la féodalité est abolie. Sous l'impulsion de cette Famille sont créées plusieurs ateliers et industries : filatures ; transformation du fer, du cuivre et du papier. La ville connaît ainsi une période de richesse moyennement plus élevée que celle d'Avellino.
Le 23 novembre 1980, un tremblement de terre endommage gravement la ville, dont la basilique Specus Martyrum (incorporée dans l'église San't Ippolisto), catacombe de la nécropole païenne d'Abellinum, qui accueille les restes des vingt martyrs chrétiens exécutés sous Dioclétien en cette antique cité. On y trouve aussi les reliques de Sabino di Avellino (it).

## Administration
| Période                                  | Période | Identité | Étiquette | Qualité |
| ---------------------------------------- | ------- | -------- | --------- | ------- |
|                                          |         |          |           |         |
| Les données manquantes sont à compléter. |         |          |           |         |

### Communes limitrophes
Aiello del Sabato, Avellino, Cesinali, Manocalzati, San Potito Ultra, Santo Stefano del Sole, Sorbo Serpico

## Personnalités liées à la commune
- Sabino Cassese (1935), ancien ministre et juge à la Cour constitutionnelle italienne.
- Antonio Cassese (1937-2011), juriste et premier président du Tribunal pénal international pour l'ex-Yougoslavie.